# Welocizaur
Welocizaur (Velocisaurus unicus) – mały teropod z rodziny noazaurów (Noasauridae); jego nazwa oznacza „szybki, unikatowy jaszczur”.
Żył w okresie późnej kredy (ok. 87-80 mln lat temu) na terenach Ameryki Południowej. Długość ciała ok. 1,2-1,5 m, wysokość ok. 50 cm, masa ok. 10 kg. Jego szczątki znaleziono w Argentynie (w prowincji Neuquén).